# Zeus faber
El pez de San Pedro (Zeus faber), también conocido como Gallo de San Pedro, es una especie de pez actinopterigio zeiforme de la familia Zeidae.
Es un pez pelágico de aguas profundas con un cuerpo comprimido lateralmente de color oliva-amarillo que tiene una gran mancha oscura ribeteada de color amarillo en su costado y grandes espinas en la aleta dorsal.

## Etimología
Su nombre común proviene de una leyenda, según la cual su mancha oscura corresponde a la huella de los dedos de San Pedro, quien habría sacado una moneda de oro de la boca de uno de estos peces según relata el Evangelio de Mateo.

## Descripción
El pez de San Pedro crece hasta un tamaño máximo de 65 cm y 5 kg de peso. Tiene 10 espinas largas en su aleta dorsal y 4 espinas en su aleta anal . Tiene escamas microscópicas y afiladas que recorren todo el cuerpo. El pez es de color verde oliva con un vientre blanco plateado y tiene una mancha oscura en un costado. Sus ojos están cerca de la parte superior de su cabeza. Tiene una forma de cuerpo plano y redondo y es un mal nadador.

## Distribución y hábitat
Es un pez costero bentopelágico, que se encuentra en las costas de África, el sudeste de Asia, Nueva Zelanda, Australia, las costas de Japón y en las costas de Europa. Viven cerca del lecho marino, viviendo en profundidades de 5 a 360 metros. Suelen ser solitarios. El pez de San Pedro se encuentra más comúnmente en las aguas de la Isla Norte de Nueva Zelanda que en las aguas más frías que rodean la Isla Sur.

## Alimentación y depredadores
El pez de San Pedro atrapa a la presa acechándola y luego extendiendo su mandíbula hacia adelante en una estructura similar a un tubo para succionar al pez con un poco de agua. Luego, el agua sale por las branquias; el hueso premaxilar, el único hueso con dientes en este pez, se usa para moler la comida.
El pez tiene un cuerpo alto comprimido lateralmente: su cuerpo es tan delgado que apenas se puede ver desde el frente. Los grandes ojos en la parte delantera de la cabeza le brindan la visión binocular y la percepción de profundidad que necesita para atrapar a sus presas. Esta mancha en el ojo también confunde a la presa, que luego puede ser succionada por la boca.
Se alimenta principalmente de peces más pequeños, especialmente de cardúmenes de peces como las sardinas. Ocasionalmente come calamares y sepias.
Sus principales depredadores son tiburones como el tiburón arenero, y grandes peces óseos.

## Reproducción y esperanza de vida

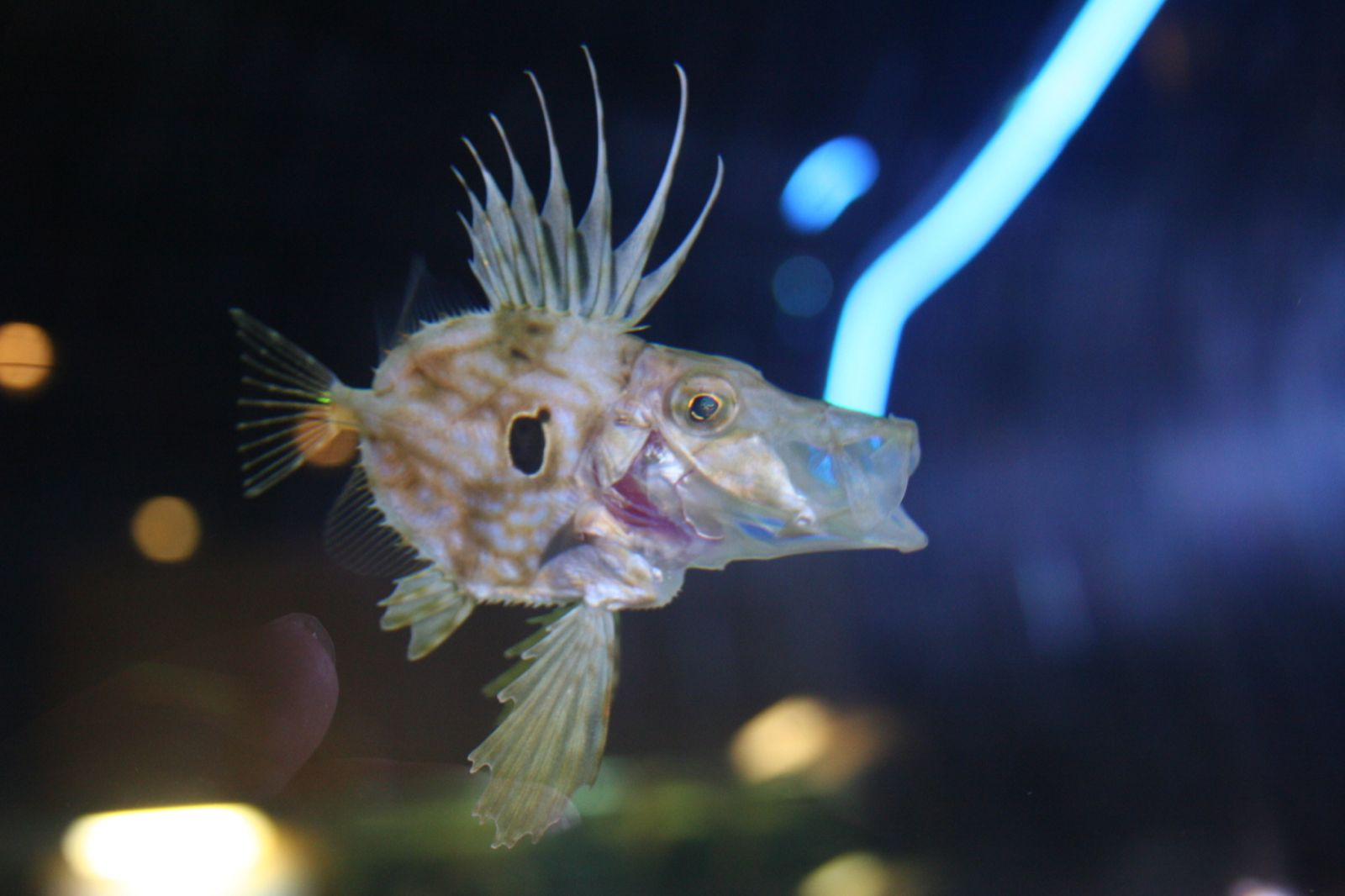
Cría de pez de San Pedro en el Aquarium Finisterrae de La Coruña.

El pez de San Pedro alcanza la madurez sexual a los 3 o 4 años, alrededor del final del invierno. Son dispersores de sustrato, lo que significa que liberan espermatozoides y óvulos en el agua para fertilizar. La vida útil típica es de unos 12 años en la naturaleza.

## Como alimento
La escritora de cocina Eliza Acton observa en su libro de 1845, Modern Cookery for Private Families, que el pez de San Pedro "aunque tiene una apariencia poco atractiva, es considerado por algunas personas como el pescado más delicioso que aparece en (la) mesa". Ella recomienda simplemente hornearlo "muy suavemente", evitando que se seque en el horno.
El pez de San Pedro es una opción popular entre los chefs profesionales para pescados y mariscos debido a la versatilidad del pescado, sin embargo, el acceso a los cocineros caseros es limitado ya que normalmente no se vende en los supermercados debido a su condición de sobrepesca descontrolada e ilegal.